# Etxebarria (Baskenland)
Etxebarria (spanisch Echevarría) ist eine Gemeinde im spanischen Baskenland, Provinz Bizkaia. 2024 hatte die Gemeinde 774 Einwohner.

## Geografie
Etxebarria liegt als Ort etwa zwölf Kilometer südlich der Atlantikküste in einer Höhe von ca. 105 m. Die Provinzhauptstadt Bilbao liegt etwa 50 Kilometer westlich.

## Bevölkerungsentwicklung
| Jahr      | 1970 | 1981 | 1991 | 2001 | 2011 | 2021 |
| Einwohner | 1011 | 717  | 786  | 798  | 808  | 790  |

## Sehenswürdigkeiten
- Andreaskirche (Iglesia de San Andrés)

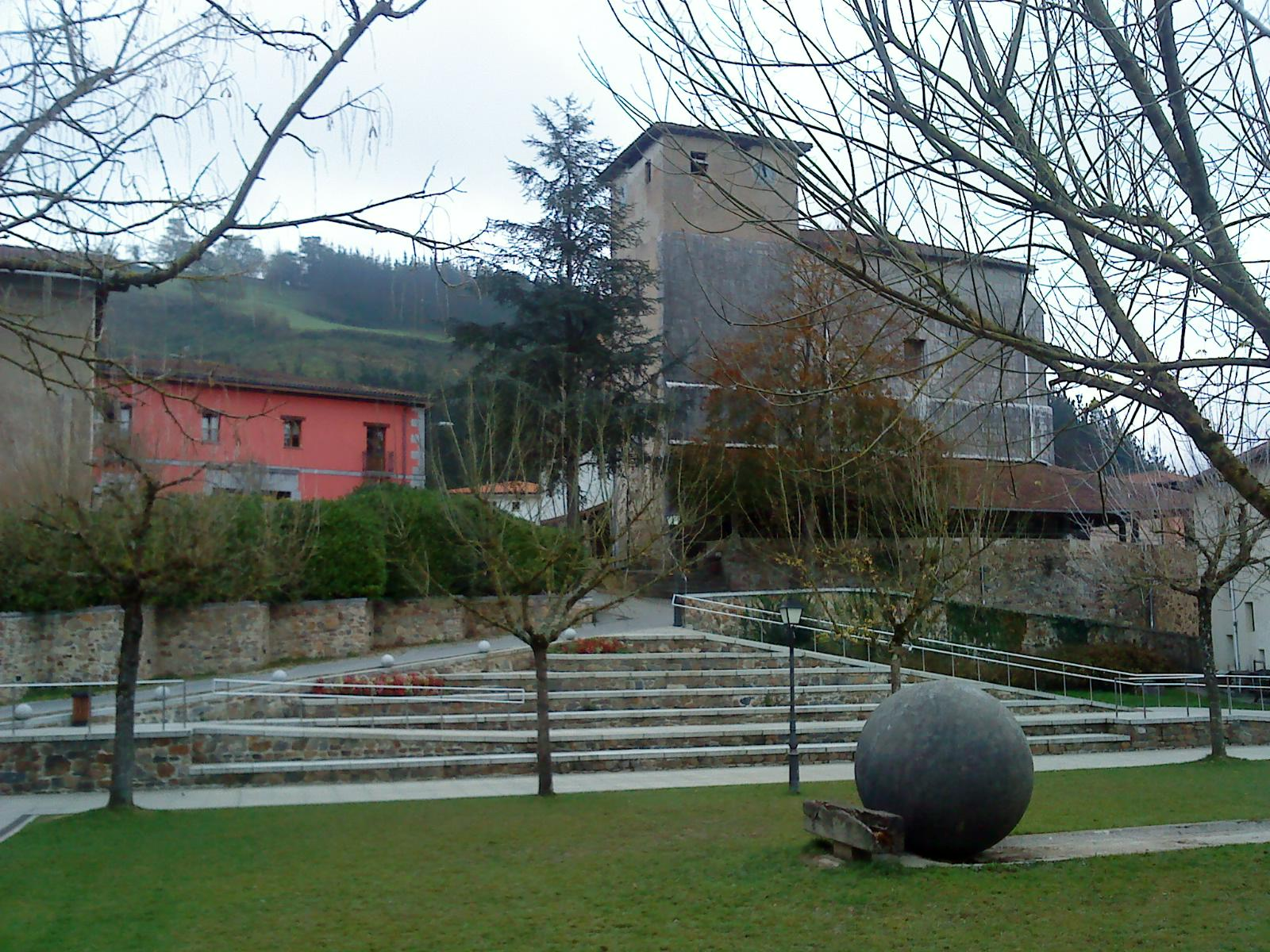
Andreaskirche
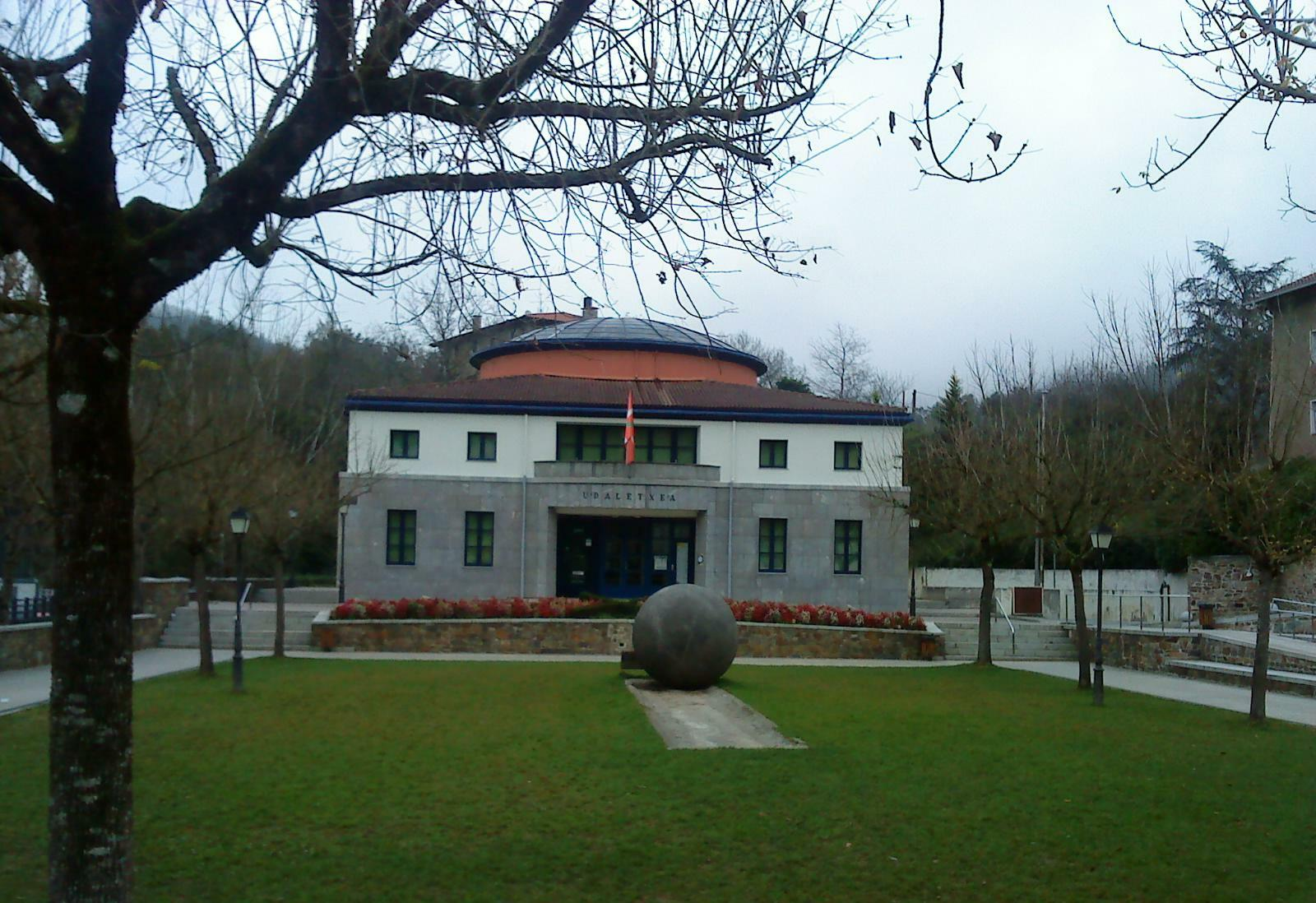
Rathaus

## Persönlichkeiten
- Valentín Zubizarreta y Unamunsaga (1862–1948), Bischof von Camagüey (1914–1916), Bischof von Cienfugos (1922–1925), Erzbischof von Santiago de Cuba (1925–1948)
- Yolanda Arrieta (* 1963), Schriftstellerin
- Amets Txurruka (* 1982), Radrennfahrer